# TrueType
TrueType est un format de fonte numérique créé par Apple vers la fin des années 1980, pour concurrencer le format PostScript Type 1, standard développé par Adobe. Comme pour ce dernier, la forme de chaque glyphe d'une police TrueType est définie par des courbes mathématiques, les courbes de Bézier quadratiques, ainsi que par des algorithmes d'optimisation (« hinting ») sophistiqués. Ceci constituait une avancée importante par rapport au rendu d'images matricielles (ou « bitmap »), car il était possible de synthétiser une police à plusieurs tailles différentes, en atténuant de surcroît le problème du crénelage.
Depuis le milieu des années 1990, ces polices sont gérées par une couche logicielle intégrée au système :
- FreeType pour les systèmes libres comme GNU ;
- intégré à GDI pour Windows ;
- Suitcase pour macOS (auparavant Mac OS X).

Ce format a servi de base pour la conception du format OpenType, développé conjointement par Adobe et Microsoft, vers la fin 2002, et reste encore très largement utilisé.

## Histoire
TrueType  a été connu au cours de son stade de développement, d'abord par le nom de code « Bass » et plus tard par le nom de code « Royal ».
Apple vendit une licence à Microsoft pour lui permettre d'utiliser les polices TrueType. Depuis, les polices sont parfaitement compatibles entre Mac OS et Windows. Cependant, au début il n'y avait pas une compatibilité réelle avec le Macintosh et il fallait employer des utilitaires comme PANOSE pour contourner la difficulté.

## Principe
Les fontes numériques TrueType utilisent des splines quadratiques pour leur représentation. Cette représentation géométrique permet d'afficher les caractères en grande taille (corps 14 et plus) sans aucun effet de marches d'escalier.

## Algorithmes d'optimisation
La granulation des pixels pouvant créer des effets optiques indésirables pour certaines petites tailles de caractères, la spécification TrueType admet des indications supplémentaires permettant de les éviter. Elles sont nommées en terminologie TrueType des algorithmes d'optimisation, ou « hints ». Celles-ci permettent l'utilisation de techniques que connaissaient bien les concepteurs de fontes depuis que la photocomposition les avait rendues nécessaires. En revanche, la conception de polices TrueType utilisant les hints est fastidieuse, et les fontes ne les utilisant pas n'ont pas la même efficacité optique : elles donnent dans certains corps l'impression de « baver ».

## Polices professionnelles

### Mise à l'échelle
Que ce soit avec ou sans hinting, les différents corps des fontes TrueType, aussi bien que PostScript, sont de simples homothéties : un corps 28 est identique au corps 14 hormis leurs tailles. C'est pour cela que certaines fontes comme le ITC Bodoni sont déclinées dans des versions différentes selon les corps.
L'arrondi des raccordements dans les caractères à empattement (en anglais serif), comme la série des Times, par exemple, possède sa propre échelle qui n'est pas celle du caractère lui-même. Cela a précisément pour but d'éviter les effets d'empâtement.

### Italiques
De même, le style italique d'une police professionnelle ne sera jamais la police en romain obtenue par déformation oblique. En effet, en un tel cas, certains caractères symétriques en romain (A, V...) se retrouveraient avec un plein et un délié en italique, et ne seraient donc pas homogènes avec le style de la police en romain.

### Crénage
Les fontes professionnelles possèdent des indications d'approches de paires (kerning) évitant des effets déplaisants lors de la succession de certaines paires de glyphes, comme AV dans NAVETTE ou WA dans WAGON. La conception d'une approche de paire consiste à rapprocher (ou à éloigner, e.g. IL) un tout petit peu ces glyphes pour un meilleur équilibre du mot et des phrases.
Ces informations ne sont pas nécessairement utilisées par un traitement de texte de base, mais sont indispensables en PAO, et des logiciels comme Scribus, InDesign et QuarkXPress en tiennent compte.